# Рођен као ратник
Рођен као ратник је српски филм снимљен 1994. године који је режирао Гвидо Зурли, а сценарио је писао Миодраг Гидра Стојановић.

## Кратак садржај
Двојица момака из малог црногорског места долазе у велики град са намером да сачувају своје пријатељство, да оставе траг у новој средини и да спасу главе у уличним биткама, а да при томе наметну осећање витештва које су у себи понели из завичаја. Један од њих, талентовани борац, неправде решава песницама, скривајући иза суровости дубоку осећајност. Успут, он доживљава љубавну романсу са лепом студенткињом.

## Улоге
| Глумац                   | Улога                             |
| ------------------------ | --------------------------------- |
| Миодраг Гидра Стојановић | Гидра                             |
| Слободан Ћустић          | Барт                              |
| Горан Даничић            | Воја-Дивљаков брат                |
| Жарко Лаушевић           | Гибон                             |
| Бранислав Лечић          | Јапан                             |
| Рик Батаља               | Боги-Гидрин Тренер                |
| Вјера Мујовић            | Светлана                          |
| Аљоша Вучковић           | Газда ресторана                   |
| Јосиф Татић              | Мафијаш са шверцованом гардеробом |
| Душан Голумбовски        | Келнер                            |
| Боро Мирановић           | Силеџија из трамваја              |
| Јово Осмајлић            | Гинтер-Тајгеров телохранитељ      |
| Ратко Танкосић           | Дилер шверцоване гардеробе        |
| Милан Штрљић             | Мафијаш који уходи Светлану       |
| Славко Кликовац          | Тајгер                            |
| Јелена Јовановић Жигон   | Светланина мајка                  |

## Занимљивости
Филм представља аутобиографску причу аутора сценарија Миодрага Гидре Стојановића, гинисовог рекордера у трбушним склековима, дисциплини чији је сам родоначелник. Наиме по повратку из Америке у Југославију почетком деведесетих, Гидра оснива продуцентску кућу „ГИНИС“ чији је првенац филм „Рођен као ратник“. Продукцију је из својих личних средстава финансирао и сам Гидра. Филм је сниман током 1992. године од раног пролећа до почетка новембра исте године. Осим великана југословенске кинематографије:Јосиф Татић, Бранислав Лечић, Милан Штрљић, Жарко Лаушевић, Слободан Ћустић, Душан Голумбовски, Јелена Јовановић Жигон, Аљоша Вучковић, Ратко Танкосић, Јово Осмајлић (улога Тајгеровог телохранитеља Гинтера) у филму учествују и тада глумци на почетку каријере, Горан Даничић (филмови:Пљачка Трећег рајха, Ивкова Слава, серија Село Гори а Баба се Чешља...) и Вјера Мујовић (улога Светлане) којој је то била једна од првих филмских улога а улогу Гидрног тренера игра познати Италијански глумац Рик Батаља (филмови Винету, Дон Боско..). У осталим улогама појављују се чланови Гидрине породице, пријатељи, спортисти и боксери између осталих и Здравко Костић тада првак у полутешкој категорији и Боро Мирановић (познат као некрунисани краљ Црне Горе, гостовао у Минимаксовизији и споту певача Кнеза за песму „Ти си као магија“ и потом председнички кандидат). У техничком делу екипе учествовали су такође доајени југословенске кинематографије: Директор фотографије Ђорђе Николић (серије Повратак Отписаних, Врућ ветар, филмови Јагуаров скок, Краљевски воз, Жикина Династија, Ћао Инспекторе.....), Супервизор специјалних ефеката Петар Бобан Живковић-алијас Бобан Пирос (филмови Андерграунд, Партизанска Ескадрила, серијал Дванест Жигосаних....). Филм је режирао Гвидо Зурли италијански редитељ у Италији познат по режији серија и филмова „Б“ продукције са акционом тематиком. Локације за снимање одабране су у Бару-Црна Гора и Београду-Србија (између осталих локација и Гимназија „Свети Сава“, Ада Циганлија, Кошутњак, Стара Шећерана, Хала Пионир, Маракана, ресторани Валентино и Ловачка прича, бодибилдинг клуб Таш...). Сцена завршне борбе снимана је у два наврата у напуштеној згради старе шећеране на Чукарици (у близини позоришта КПГТ). Цела сцена завршне борбе са „Тајгером“ снимљена је хронолошким редоследом и завршена током само једне ноћи на новембарској хладноћи од 3 °C па је глумац Славко Кликовац који је играо „Тајгера“ скоро зарадио упалу плућа. Све сцене борбе Гидра је сам осмислио и одиграо без учешћа каскадера, такође све вежбе-тренинзи су стварно изведени. Због тешкоћа у извршној продукцији сама постпродукција филма трајала је скоро две године и филм је премијерно приказан Новембра 1994. године на запаженој и одлично посећеној премијери у Сава центру у Београду. Због тежње продуцента да се афирмише у Америци као и да се филм што боље позиционира на страном тржишту урађена је целокупна надсинхронизација на Енглеском језику а у одјавној шпици су имена чланова целокупне екипе „Американизована“ превођењем и коришћењем синонима. У филму се јавља и ситна „Бау Бау“ грешка, наиме Тајгеров телохранитељ Гинтер током филма стално прети показивањем савременог пиштоља Застава ЦЗ 99 док у сцени завршне борбе Гинтер рањава Гидриног друга Барта пуцајући из трофејног пиштоља Валтер П 38 (масовно коришћен у ратним партизанским филмовима и серији Отписани). Радни назив филма био је „Гидра“. Филм је посвећен родитељима Миодрага Гидре Стојановића који у филму играју себе.